# 马德琳·巴尼特
马德琳·巴尼特（英語：Madeleine Barnett，1946年10月28日—），旧姓博林杰（Bollinger），澳大利亚女子跳水运动员。她曾代表澳大利亚参加1970年和1974年英联邦运动会跳水比赛，获得一枚铜牌。